# تکنیک پای درب
تکنیک پای در یا تکنیک پای درب (به انگلیسی: Foot-in-the-door (FITD) technique)، یک تاکتیک انطباقی است که هدف آن این است که فرد ابتدا موافقت خود را با یک درخواست بزرگ اعلام کند.
این روش با ایجاد ارتباط بین شخصی که درخواست می‌کند و شخصی که از او درخواست می‌شود، کار می‌کند. اگر درخواست کوچکتری پذیرفته شود، پس شخصی که موافقت می‌کند احساس می‌کند موظف است موافقت خود را با درخواست‌های بزرگتر حفظ کند تا با تصمیم اصلی موافقت مطابقت داشته باشد. این روش از بسیاری جهات استفاده می‌شود و یک تاکتیک کاملاً تحقیق شده برای جلب رضایت افراد از درخواست‌ها است. این گفته اشاره به فروشنده درب منزل دارد که در را با پای خود اجازه بسته شدن در را نمی دهد و به مشتری چاره ای جز گوش دادن به صدای فروش نمی‌دهد.